# Перец (Лече)
Перец (итал. Perez) је насеље у Италији у округу Лече, региону Апулија.
Према процени из 2011. у насељу је живело 83 становника. Насеље се налази на надморској висини од 20 м.